# Nové Dvory (Lážovice)
Nové Dvory jsou vesnice, část obce Lážovice v okrese Beroun ve Středočeském kraji. Nachází se asi 1,2 kilometru východně od Lážovic. Ve vesnici leží Horní novodvorský rybník na Novodvorském potoce.

## Historie
První písemná zmínka o vesnici pochází z roku 1572.

## Obyvatelstvo
| Rok            | 1869 | 1880 | 1890 | 1900 | 1910 | 1921 | 1930 | 1950 | 1961 | 1970 | 1980 | 1991 | 2001 | 2011 | 2021 |
| -------------- | ---- | ---- | ---- | ---- | ---- | ---- | ---- | ---- | ---- | ---- | ---- | ---- | ---- | ---- | ---- |
| Počet obyvatel | 97   | 106  | 87   | 100  | 86   | 79   | 81   | 75   | 72   | 62   | 26   | 17   | 15   | 18   | 28   |
| Počet domů     | 16   | 16   | 15   | 15   | 15   | 15   | 21   | 23   | 23   | 21   | 13   | 14   | 16   | 19   | 22   |

## Obecní správa
Při sčítání lidu v letech 1850–1979 byly Nové Dvory osadou obce Lážovice, se kterou patřily nejprve do okresu Hořovice, od roku 1960 do okresu Beroun. Od 1. ledna 1980 do 23. listopadu 1990 byly částí obce Osov v okrese Beroun. Od 24. listopadu 1990 jsou opět částí obce Lážovice v okrese Beroun.

## Galerie

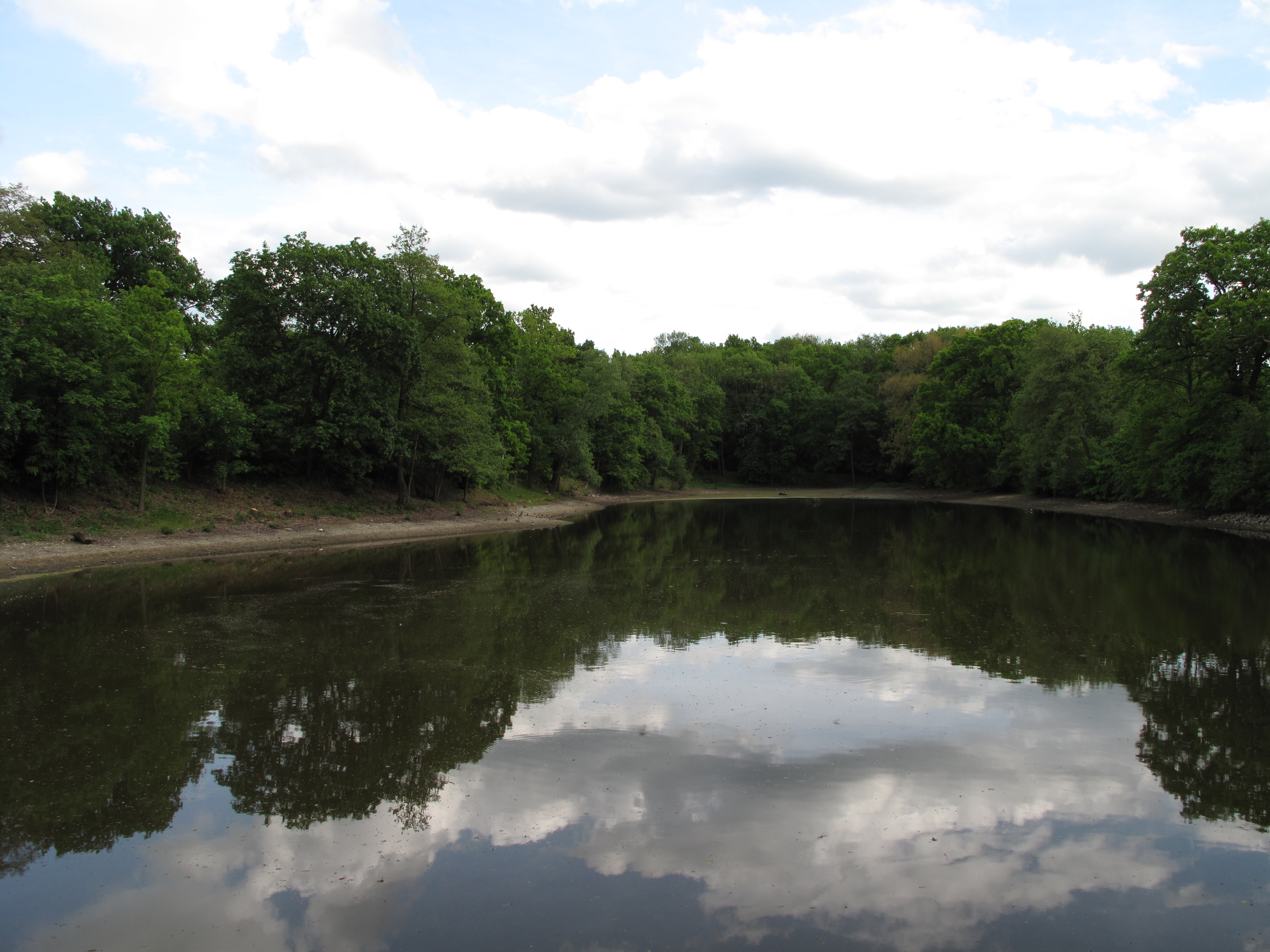
Horní novodvorský rybník
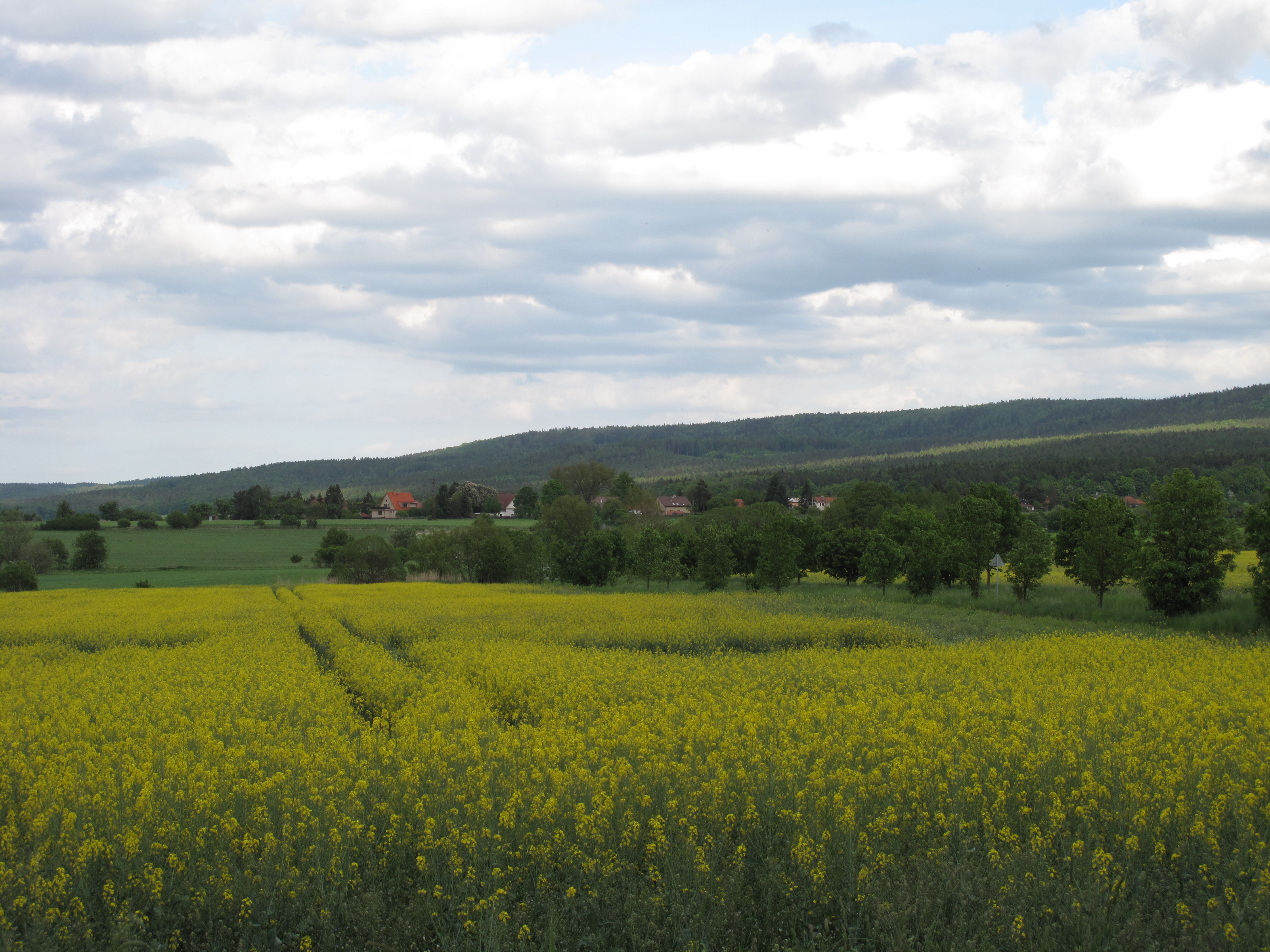
Pole